# Michael Damm
Michael Damm (Apeldoorn, 12 februari 1960 − Heerenveen, 30 december 2016) was een Nederlands hoogleraar.

## Biografie
Damm studeerde af in Groningen in 1988 met als specialisme Beleggingen en Financiering. In 1995 promoveerde hij aan zijn alma mater op Exploring bond strategies. A simulation model of the asset management system. Vervolgens was hij werkzaam bij banken op het gebied van risicomanagement tot 2012 om vervolgens onafhankelijk adviseur te worden op dat gebied. Vanaf 1 juni 2000 was hij hoogleraar Risicobeheer, met als speciaal aandachtsgebied financiële instellingen en producten, aan de Vrije Universiteit Amsterdam. Hij was aan die universiteit in 2009 oprichter en sindsdien docent van de VU post graduate masteropleiding 'Risk Management for Financial Institutions'. Hij was tevens buitengewoon hoogleraar Risk Management aan de North-West University Johannesburg, Zuid-Afrika. In 2013 trad hij op als deskundige voor de Rechtbank Amsterdam inzake rendement en risico van beleggingsproducten, met name in het proces rond het leaseproces van Dexia. Hij was tevens bestuurslid van de Stichting Pensioenfonds ABP.
Prof. dr. M. Damm overleed eind 2016 op 56-jarige leeftijd.